# 新春欲望クイズ 女は度胸男はIQ
新春欲望クイズ女は度胸男はIQ（しんしゅんよくぼうクイズおんなはどきょうおとこはアイキュー）は1995年1月5日にフジテレビで放送されたクイズ番組。
放送時間は16:00 - 17:24（JST）。

## 司会
- ヒロミ
- 久本雅美
- 福井謙二(ルール説明等担当。フジテレビアナウンサー)

## ルール
- 3人1チーム(ただし男女混合は作れない。キャプテンはタスキがかけられていた。)。男性チームは（オンエア上では）10チームが、女性チームは20チームが、それぞれ出場。
- 基本的なルールは、毎日放送制作の「クイズMr.ロンリー」同様、抽選で選ばれた女性チームの問題に男性チームが正解して、女性は賞品の獲得を、男性は賞金の積み立てを目指す内容である。
- 1問ごとに、女性20チームのチーム番号が書かれたルーレットに、赤白2種類のコルクボールを投げ入れて、出題チーム（赤が入ったチーム）とおじゃまチーム（白が入ったチーム）を決定。
- 男性チームは、出題チームから出題された問題（番組側から用意された問題）に対して、口頭で解答。ただし答えられるのは、3人の内おじゃまチームに指名された1人のみである。ちなみに問題内容は、小学生でも解ける問題から、如何にも若者向け番組を意識している様な「生々しい下ネタ系」まで、幅が広かった。
- 正解なら、男性チームは獲得賞金が1ランク上がり、出題チームにも出題される前に紹介された賞品が贈られる。
- 不正解なら、「CLASH!!」[1]と字幕が出て、男性チームは賞金全額没収の上、退場。出題前に紹介された賞品は、おじゃまチームの物となる。
- 1問正解する度に、より高額の賞金を目指して続けるか、ゲームを降りる（「リタイア」）かを選択。リタイアする場合は、その時点で獲得している賞金の数割を、敗者復活用の分け前として供託した上で降りる事ができる。
  - また、高額賞金挑戦の場合、女性軍から手拍子とともに「イケ!イケ!!」コールの連発が差し込まれていた。
- 正解数による賞金額は下記の通り。

1. ¥10,000
2. ¥30,000
3. ¥70,000
4. ¥150,000
5. ¥300,000
6. ¥600,000
7. ¥1,000,000

### 敗者復活
- 今回出場した男性チームの内、成績上位3チームが再登場。まずは、ジャンケンで敗者復活に挑める1チームを決定。
- 敗者復活に挑戦するチームは、女性チームを1チーム指名。今度は選ばれた女性チームが、敗者復活チームから出題される問題に答える。
- 女性チーム正解なら、敗者復活チームは分け前とその女性チームからのキスを獲得。不正解なら、敗者復活チームの面子を潰した責任を取る形で、今回獲得した賞品が全て没収される。
  - そもそもご褒美のキスがしたくなければ、挑戦を拒否しても良い。[2]